# San Diego Open 2021 - Qualificazioni singolare
Le qualificazioni del singolare del San Diego Open 2021 sono state un torneo di tennis preliminare per accedere alla fase finale della manifestazione. I vincitori dell'ultimo turno sono entrati di diritto nel tabellone principale. In caso di ritiro di uno o più giocatori aventi diritto, a questi sono subentrati i Lucky loser, ossia i giocatori che hanno perso nell'ultimo turno ma che avevano una classifica più alta rispetto agli altri partecipanti che avevano comunque perso nel turno finale.

## Teste di serie
1. Dominik Koepfer (spostato nel tabellone principale)
2. Kevin Anderson (ultimo turno, Lucky loser)
3. Jordan Thompson (primo turno)
4. Steve Johnson (primo turno)

1. Denis Kudla (ultimo turno, Lucky loser)
2. Salvatore Caruso (qualificato)
3. Alex Bolt (qualificato)
4. Mitchell Krueger (primo turno)

### Qualificati
1. Christopher Eubanks
2. Alex Bolt

1. Salvatore Caruso
2. Federico Gaio

### Lucky loser
1. Kevin Anderson

1. Denis Kudla

## Tabellone

### Legenda
| - Q = Qualificato - WC = Wild card - LL = Lucky loser | - ALT = Alternate - SE = Special Exempt - PR = Protected Ranking | - w/o = Walkover - r = Ritirato - d = Squalificato |

### Sezione 1
|  | Primo turno | Primo turno         | Primo turno | Primo turno | Primo turno |  |  | Ultimo turno        | Ultimo turno        | Ultimo turno        | Ultimo turno | Ultimo turno |  |
|  |             |                     |             |             |             |  |  |                     |                     |                     |              |              |  |
|  | Alt         | Lucas Gómez         | 2           | 6           | 1           |  |  |                     |                     |                     |              |              |  |
|  |             | Darian King         | 6           | 3           | 6           |  |  | Darian King         | Darian King         | Darian King         | 6(1)         | 5            |  |
|  |             | Christopher Eubanks | 6           | 3           | 6           |  |  | Christopher Eubanks | Christopher Eubanks | Christopher Eubanks | 7            | 7            |  |
|  | 8           | Mitchell Krueger    | 1           | 6           | 3           |  |  |                     |                     |                     |              |              |  |

### Sezione 2
|  | Primo turno | Primo turno    | Primo turno    | Primo turno | Primo turno |  |  | Ultimo turno | Ultimo turno   | Ultimo turno | Ultimo turno | Ultimo turno |  |
|  |             |                |                |             |             |  |  |              |                |              |              |              |  |
|  | 2           | Kevin Anderson | Kevin Anderson | 6           | 7           |  |  |              |                |              |              |              |  |
|  |             | Jason Kubler   | Jason Kubler   | 3           | 5           |  |  | 2            | Kevin Anderson | 7            | 3            | 5            |  |
|  | WC          | Alafia Ayeni   | Alafia Ayeni   | 4           | 65          |  |  | 7            | Alex Bolt      | 65           | 6            | 7            |  |
|  | 7           | Alex Bolt      | Alex Bolt      | 6           | 7           |  |  |              |                |              |              |              |  |

### Sezione 3
|  | Primo turno | Primo turno      | Primo turno     | Primo turno | Primo turno |  |  | Ultimo turno | Ultimo turno     | Ultimo turno | Ultimo turno | Ultimo turno |  |
|  |             |                  |                 |             |             |  |  |              |                  |              |              |              |  |
|  | 3           | Jordan Thompson  | Jordan Thompson | 4           | 6           |  |  |              |                  |              |              |              |  |
|  | Alt         | August Holmgren  | August Holmgren | 6           | 7           |  |  | Alt          | August Holmgren  | 6            | 3            | 67           |  |
|  |             | Ernesto Escobedo | 5               | 6           | 4           |  |  | 6            | Salvatore Caruso | 4            | 6            | 7            |  |
|  | 6           | Salvatore Caruso | 7               | 1           | 6           |  |  |              |                  |              |              |              |  |

### Sezione 4
|  | Primo turno | Primo turno    | Primo turno | Primo turno | Primo turno |  |  | Ultimo turno | Ultimo turno  | Ultimo turno  | Ultimo turno | Ultimo turno |  |
|  |             |                |             |             |             |  |  |              |               |               |              |              |  |
|  | 4           | Steve Johnson  | 6           | 64          | 3           |  |  |              |               |               |              |              |  |
|  |             | Federico Gaio  | 3           | 7           | 6           |  |  |              | Federico Gaio | Federico Gaio | 6            | 6            |  |
|  | WC          | Zachary Svajda | 6           | 2           | 4           |  |  | 5            | Denis Kudla   | Denis Kudla   | 4            | 2            |  |
|  | 5           | Denis Kudla    | 3           | 6           | 6           |  |  |              |               |               |              |              |  |